# Rosal milenario

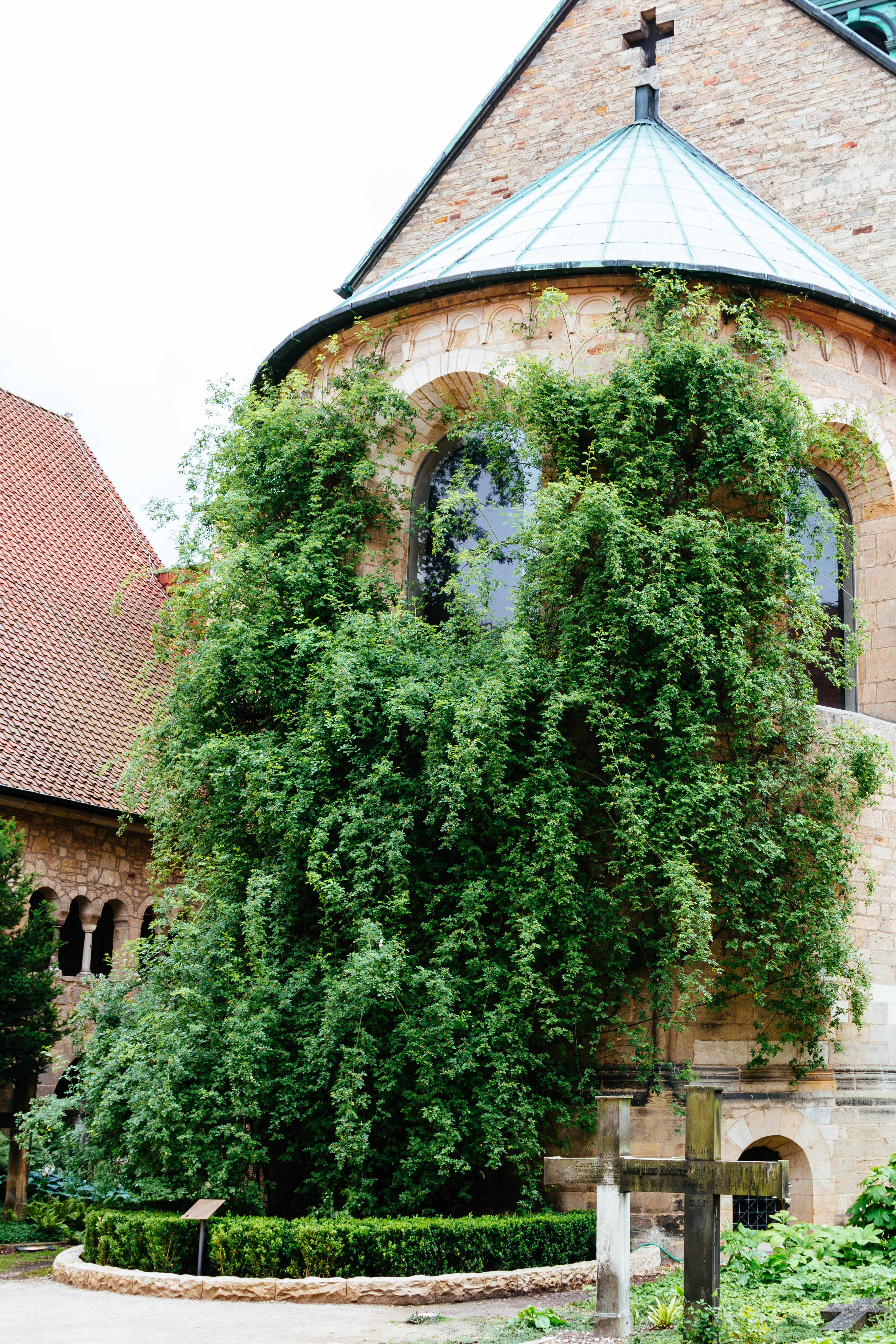
Rosal milenario en flor (junio de 2016)

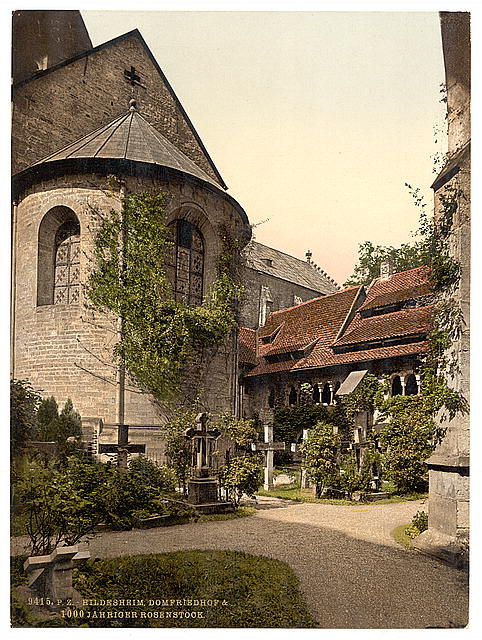
Rosal milenario (alrededor de 1900)

El rosal milenario de Hildesheim es un arbusto legendario de rosa canina que se encuentra en el cementerio de la catedral de Santa María de Hildesheim. Se encuentra detrás del ábside de la catedral y es el símbolo de la ciudad de Hildesheim.

## Importancia
El rosal fue la inspiración para parte del escudo de Hildesheim: la rosa. Está estrechamente relacionado con la fundación de la catedral, la diócesis y la ciudad de Hildesheim en el siglo IX y es considerado garante de la vida en este lugar. En un bombardeo del 22 de marzo de 1945, durante la Segunda Guerra Mundial, el rosal se quemó y fue enterrado bajo los escombros del ábside. Ocho semanas después del ataque, la raíz del rosal produjo 25 nuevos brotes. Esto le dio al milagro de la rosa un nuevo significado, porque hasta entonces solo se entendía como una leyenda piadosa, que se remonta al siglo XVII.

## Leyenda del milagro de la rosa

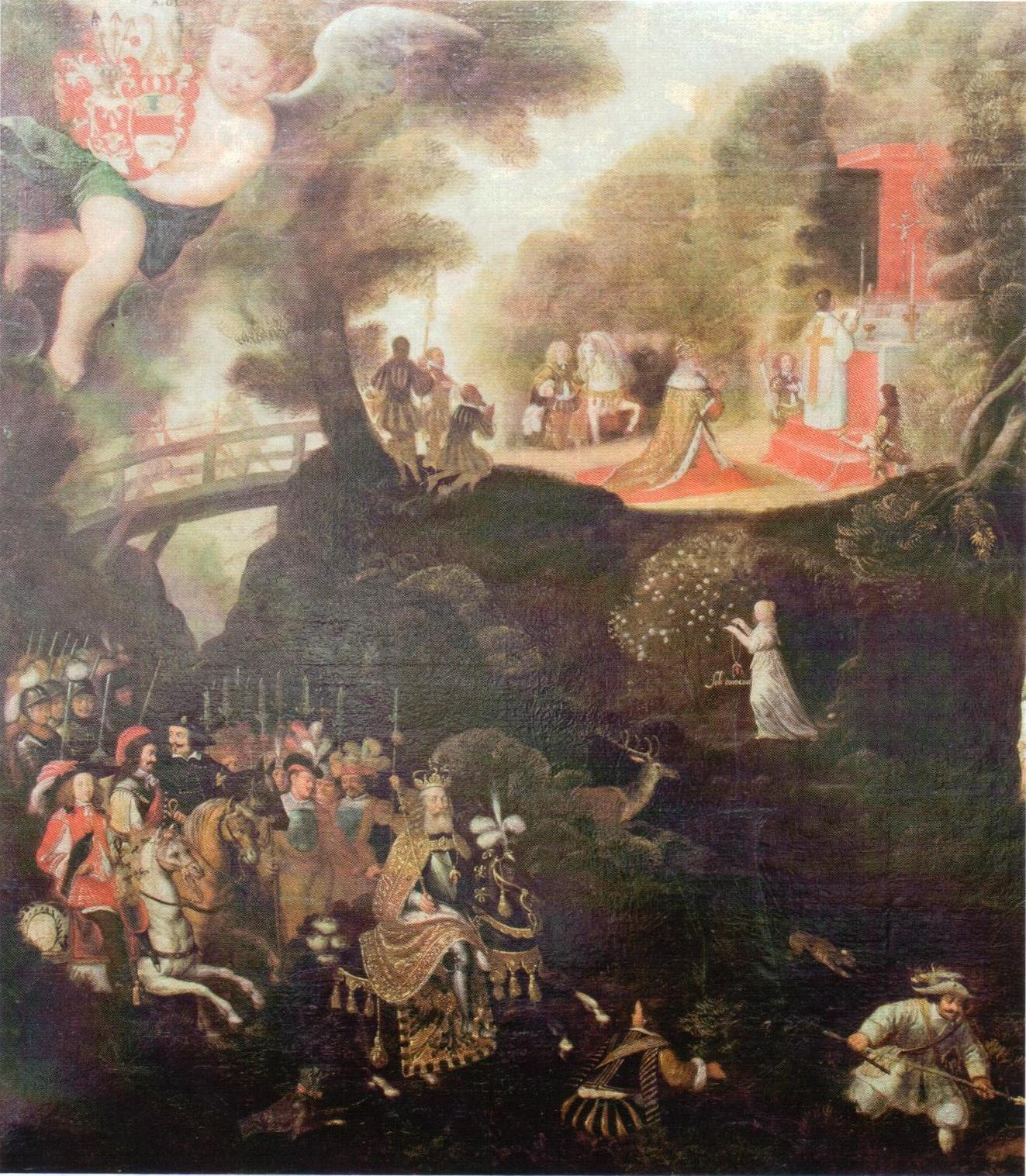
Anónimo (1652): Leyenda de la fundación de la Catedral de Hildesheim (original en el Museo diocesano de Hildesheim)

En el año 815, el emperador Ludovico Pío se instaló en la una corte real de Aulica (Elze) durante uno de sus viajes. Desde allí se dispuso a cazar con un pequeño séquito. De repente, un ciervo blanco apareció frente a los cazadores. Ludovico le dio las espuelas a su caballo y fue tras él. Sin embargo, el caballo colapsó y el ciervo escapó. Agotado, Ludwig hizo sonar su cuerno de caza para informar a sus compañeros de caza de su ubicación, pero no recibió respuesta. Finalmente, tomó la cruz pectoral con una reliquia de la Virgen María, que siempre llevaba consigo, la colgó de las ramas de un arbusto y se arrodilló frente a ella para rezar. Luego se quedó dormido. Cuando despertó horas después, vio el lugar cubierto de nieve mientras todo lo demás estaba verde. Su cruz colgaba de las ramas de un rosal en flor. Cuando trató de retomar la cruz, no hubo forma de soltarla. El emperador prometió construir una capilla en este punto. Entonces escuchó los cuernos de caza. Su séquito lo encontró y el emperador les informó sobre el milagro del rosal. Ludovico finalmente hizo construir una pequeña iglesia en ese sitio. La iglesia fue el origen de la catedral de Hildesheim, en cuyas paredes todavía crece el rosal.
Otra versión de la leyenda habla del emperador Ludovico, que instaló su tienda en una colina en el bosque para asistir a la santa Misa, a la que también se llevaron las reliquias de la capilla cortesana. Después de regresar, el capellán de la corte recordó haber dejado las reliquias en el bosque. Cuando regresó al lugar de la misa, encontró el relicario colgado de un rosal, pero no pudo sacarla. El emperador interpretó esto como una revelación de la voluntad divina e hizo construir una capilla en honor a la Santísima Madre, colocando el rosal alrededor del edificio.

## Rosal milenario

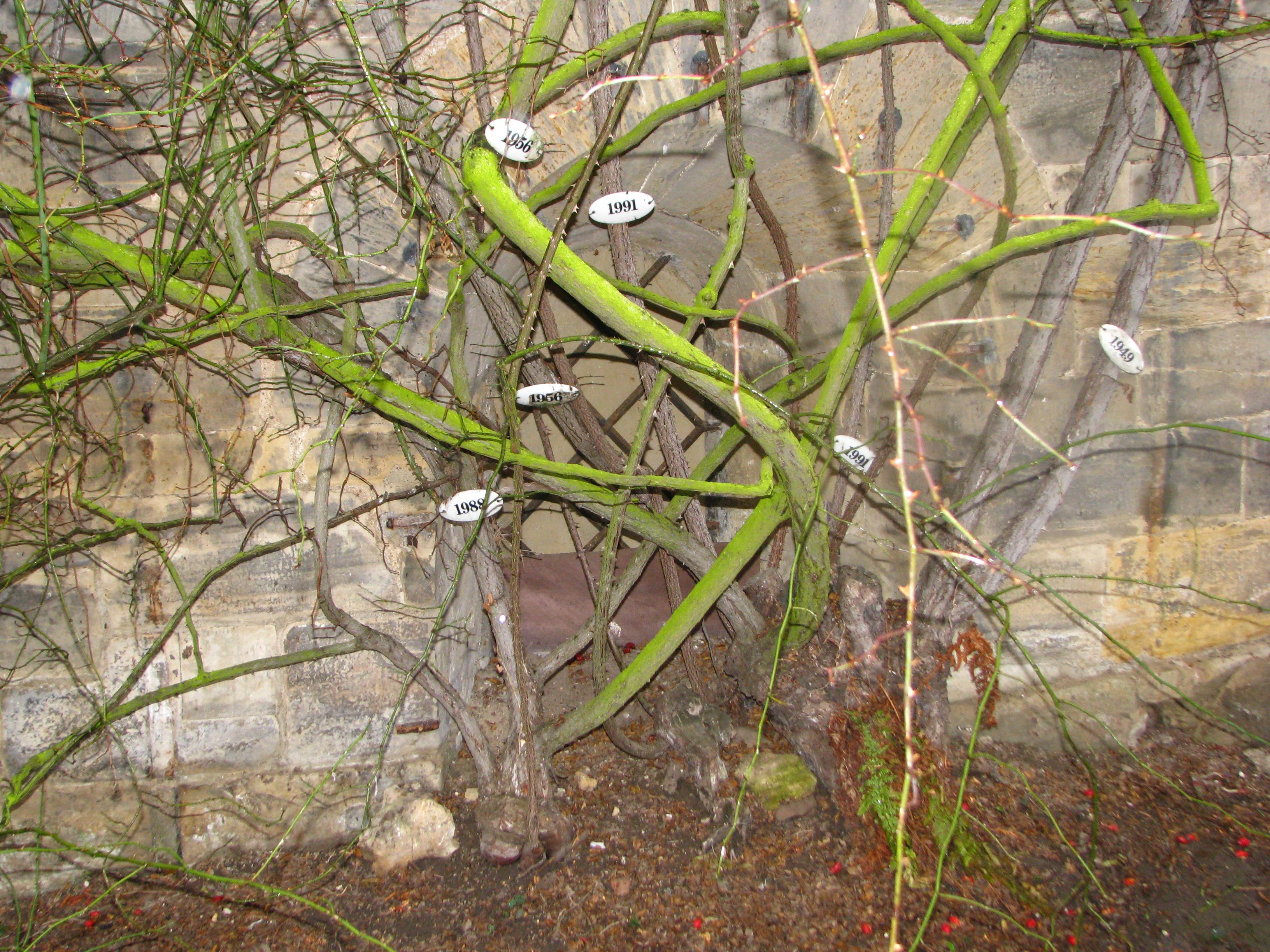
Palos y brotes de posguerra de la rosa milenaria.

El arbusto probablemente tiene al menos 700 años, ya que es una rosa canina (Rosa canina L.), que a menudo crece silvestre alrededor de Hildesheim como un arbusto de rosa mosqueta. Tiene la propiedad de renovarse continuamente: los brotes subterráneos pueden formar nuevas raíces y brotes emergentes. Tal reproducción vegetativa no influye en la composición genética de la planta. Por lo tanto, siempre que las condiciones de cultivo sean favorables, seguirá siendo la misma planta incluso durante miles de años. El rosal de hoy tiene casi 10 metros de altura, lo que se debe a las ayudas para la escalada. Por lo general, tales rosales solo alcanzan 3 metros de altura y no se apoyan en edificios.